# Johannes Moors
Johannes Moors (Heeswijk, 8 augustus 1581 – aldaar, 20 april 1641) was een Nederlands norbertijn en abt van de Abdij van Berne.

## Geboorte en intrede in de Abdij van Berne
Johannes (ook wel Jan of Joannes) Moors is de oudste zoon uit een gezin van negen kinderen. Zijn broer Cornelis zou rector van het Begijnhof van Dendermonde worden en een andere broer, Maximiliaan, werd advocaat te Brussel. Jan was 15 als zijn ouders uit Schijndel in Heeswijk komen wonen. Zijn vader is dorpssecretaris en overlijdt in 1628. Zijn moeder sterft op 20 juli 1633. Hij studeerde aan de Latijnse school te 's-Hertogenbosch. Hij is gehuisvest in die tijd in het Rijke Fraterhuis van de broeders van het Gemene Leven. 
De norbertijnen van Berne hebben na wat omzwervingen in 1580 hun definitieve intrek genomen in het refugehuis aan de St. Jorisstraat in 's-Hertogenbosch. Het is waarschijnlijk hier geweest dat Jan Moors kennis heeft gemaakt met de abdij. Na zijn priesterwijding is hij pastoor in achtereenvolgens Oudheusden, Bokhoven en in Berlicum. Hij is de 42e abt van Berne vanaf 16 november 1621. De gemeenschap bestaat dan uit 17 norbertijnen. Hij woonde tot eind 1636 op het Slotje te Heeswijk.
In 1623 besloot hij in het vroegere Rijke Fraterhuis van de broeders van het Gemene Leven de abdij opnieuw te vestigen. Hij koopt dan ook enkele aangrenzende percelen aan de Hinthamerstraat. In de kloosterkerk plaatst hij een koorgestoelte voor 44 personen. Op zijn verzoek stemt koning Filips IV er op 9 juli 1626 mee in dat de abdij voortaan een Brabantse stichting zou zijn en niet langer een naar Brabant gevluchte Hollandse kloostergemeenschap. Moors wil een streep zetten onder het verleden. De meeste verdreven kanunniken uit Berne zijn overleden en er is een nieuwe generatie in de abdij. 's-Hertogenbosch moet een nieuwe toekomst bieden. Moors kiest er bewust voor om van een plattelandsabdij een stadsabdij te worden. Door de val van de stad in 1629 is dit plan doorkruist.

## Het Beleg van 's-Hertogenbosch

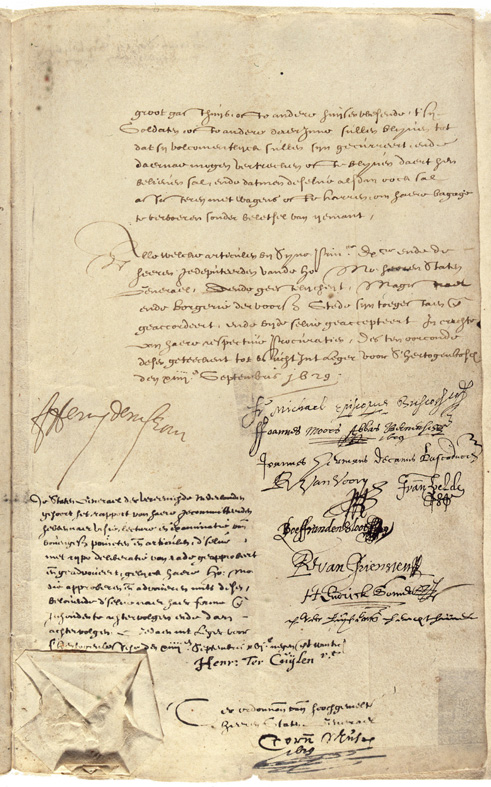
Capitulatieverdrag ondertekend door Frederik Hendrik (F. Henry de Nassau) en rechts door Fr. Michael Episcopus Buscoducens (Ophovius, de bisschop) en Fr. Joannes Moors Abbas Bernens (Moors, abt van Berne). Links onder de ratificatie door de Staten Generaal.

Uit het dagboek van Michael Ophovius blijkt dat abt Jan Moors tot de vriendenkring van de bisschop van 's-Hertogenbosch gerekend kan worden. Dit blijkt ook uit het dagboek van de abt. Zo is Moors door Ophovius benoemd tot vicarius-foraneus, deken. Dat Moors en Ophovius gelijkgestemden zijn blijkt uit meerdere geschriften. Wellicht speelt hierbij ook mee dat ze beiden regulier priester zijn en niet seculier. 
Tijdens de begin- en middenfase van het Beleg van 's-Hertogenbosch - de maanden mei, juni en juli - wordt er in officiële stukken over bisschop Ophovius of abt Moors niet gesproken. In augustus wordt duidelijk hoe benard de situatie van de stad is. Op 9 augustus vraagt de stedelijke regering, mede uit naam van de militair gouverneur Baron van Grobbendonck, aan Ophovius of hij samen met Moors en kanunnik Hermans, deken van het kathedraalkapittel en plebaan, een brief kan richten aan de landvoogdes te Brussel teneinde de hoge nood van de toestand onder ogen te brengen. De inhoud van de brief liegt er niet om: "Wy zyn in uytterste ghevaer ende noot ende in alle hoochste benautheyt". Zij bereiken Brussel niet en vallen in handen van Frederik Hendrik van Oranje.
Het schrijven van de brief zorgt voor een ommekeer in de houding tegenover de geestelijkheid in de stad. Op 11 augustus verklaart Moors bereid te zijn tot elke hulp en raad. Ophovius en Moors bespreken iedere twee dagen met elkaar de stand van zaken.
Op 20 augustus schrijven de bisschop en de abt een brief aan de infante. Zij wijzen haar hierin op het gevaar van een verovering en op de verschrikkingen die dit voor de burgerij met zich mee zou brengen. Indien zij geen tegenbericht ontvangen, willen zij in overleg treden met de vijand. De stedelijke regering is tegen dit plan, maar moet onder druk van beide heren toegeven. Op 1 september komen vertegenwoordigers van de reguliere en seculiere geestelijken samen in het bisschoppelijk paleis. Moors geeft hier zware kritiek op het feit dat de magistraat een belangrijk bedrag heeft geschonken aan de gouverneur bij gelegenheid van de geboorte van diens twaalfde kind op 28 augustus 1629 terwijl de stad zo in geldnood verkeert. Ophovius tekent dit als enige op in zijn dagboek over dit overleg, wat er op wijst hoezeer de abt bijval heeft gekregen. Op 12 september gaat Moors samen met enkele anderen in overleg met Frederik-Hendrik nadat er daags ervoor een bres geslagen is bij Bastion Vught. Ophovius neemt de taak daags erna alleen over en weet enkele concessies te bewerkstelligen. Op 14 september 1629 wordt de capitulatieovereenkomst getekend. Van de Staatse zijde tekent alleen Frederik-Hendrik. Onder de handtekeningen, die namens de verslagen stad op het papier staan, staan die van Michael Ophovius en Johannes Moors bovenaan.Bij de capitulatie ondertekende hij als tweede namens de Bosschenaren het verdrag.

## Na het beleg
Vlak voor de capitulatie, op 7 september 1629, wordt de nieuwe abdij aan mr. Johan van der Ven verkocht. Deze heeft daags tevoren ook een groot deel van de kloostergoederen van de jezuïeten aangekocht. Deze laatste overdracht wordt later door de Staatsen als een schijnhandeling beschouwd, maar de overdracht door Berne wordt wel erkend.
Op 2 oktober gaat Moors samen met de abt van Postel en Ophovius op audiëntie bij de prins. Als op 20 december de Staten van Holland de goederen van de abdij, die in de meierij 's-Hertogenbosch gelegen zijn, in bezit nemen, reist Moors zelf naar Den Haag. Hij heeft succes. Ook in de jaren daarna mag de abdij op de bescherming van de prins rekenen. Moors krijgt verlof om in het huis te Heeswijk te gaan wonen. Dit zou hij later terugkopen van de Staten van Holland.
Zijn vriendschap met Ophovius is blijvend. Dat blijkt wel uit het dagboek van de bisschop. Immers als hem nog geen twee jaar later, 11 juni 1631, het bericht bereikt, dat de Bossche gouverneur troepen afzendt om hem en enige andere vooraanstaande geestelijken, o.a. zijn vriend Johannes Moors, de abt van Berne, te arresteren, vlucht de bisschop met de abt ijlings uit Geldrop over Postel naar Tongerlo.
Op 22 december 1636 verneemt Moors dat volgens een bevel alles wat katholiek is niet meer is toegestaan op straffe van zware boetes. De rentmeester van de abdij gaat op verzoek van Moors naar Den Haag. Daar krijgt deze te horen dat de abt en de zijnen veilig in Bokhoven kunnen blijven. Hij gaat uiteindelijk naar Gemert naar de Duitse Orde. Dit omdat de graaf alleen de abt toelaat in zijn kasteel.
Op 9 januari 1637 krijgt de abdij vrijstelling van het edict en staat men toe dat de abdij zich weer in Bern (Nederland) vestigt. En hoewel hij op het Slotje in Heeswijk mag verblijven, hoopt hij dat Berne of Bokhoven de nieuwe locatie voor de abdij wordt. Waarschijnlijk in verband met de veiligheid. In zijn dagboeken geeft Moors aan dat hij een groot deel van de kostbare bezittingen van de abdij in veiligheid brengt in de Sint-Michielsabdij in Antwerpen.
Abt Moors sterft op 20 april 1641. Men houdt zijn dood geheim totdat een nieuwe abt gekozen is. De parochiekerk van Heeswijk is dan al gesloten en verzegeld, daarom wordt het lichaam in de nacht door een vensterraam geschoven en in het koor van het hoogaltaar aan de epistelkant begraven. Als de parochiekerk in 1897 wordt gesloopt, wordt zijn lichaam overgebracht naar het kerkhof van de abdij van Berne. Hier ligt hij sindsdien begraven.